# 2005 (álbum)
2005 es un álbum de complicación de Dr. Dre de 2005.

## Lista de canciones
1. Must Be The Music (Dr. Dre)
2. X-Change (Snoop Dogg & Typhoon)
3. Just Say No (Dr Dre & All About Drugs)
4. Playaz Hustlaz (Master P)
5. Boo Yaws World Class Wreckin' Cru)
6. Bend A Corner (D-12)
7. Gangster Boogie (Dr. Dre & Toddy Tee)
8. Caught In The Wind" (50 Cent & Young Buck)
9. Hardest Man In Town (Nate Dogg)
10. Deep Cover" (Dr. Dre & Snoop Dogg)
11. Chilling On The Westside (Dr. Dre & Snoop Dogg)
12. Drag Drama (Dr. Dre & Snoop Dogg)
13. That's Gangsta (Kurupt & Ras Kass)
14. In California" (Daz Dillinger)
15. What's Your Sign (Spyder-D)
16. It's Gotta Be Fresh (2 Live Crew)
17. Under Fire" (Dr. Dre)
18. Dolla Signs (2Pac, DMX & Xzibit)
19. Genius Is Back (Dr Dre & Mix Master Spade)
20. U Should Be Here (G-Unit
21. Mission Possible World Class Wreckin' Cru
22. Hard Hitters (Young Buck, First Born & D-Tay)
23. He's Bionic (World Class Wreckin' Crew)
24. Real Niggas (Junior Mafia, The Notorious B.I.G., Puff Daddy & Lil' Kim
25. Dail-A-Freak (Egyptian Lover)
26. Cali-California (Snoop Dogg)
27. Basstronic (The Unknown DJ)
28. Don't Go To Sleep (2Pac, Kurupt & Daz Dillinger)
29. Mickey's Rap (Bobby Jimmy)
30. Mr Big Time (Mix Master Spade & CJ Mack)
31. Bad Breath (Russ Parr)
32. Panic Zone (Dr. Dre Remix) (N.W.A.)

- Datos: Q21480285